# カルロス・ペレス (カヌー選手)
カルロス・ペレス・リアル（スペイン語: Carlos Pérez Rial, 1979年4月12日 - ）は、スペイン・ガリシア州ポンテベドラ県カンガス出身のカヌースプリント選手（カヤック）。ペルーチョ(Perucho)の愛称を持つ。

## 経歴
2008年の北京オリンピックではサウル・クラビオットとともにK-2 500mに出場して金メダルを獲得した。
カヌースプリント世界選手権では8個のメダルを獲得している。2003年にアメリカ合衆国のゲインズヴィルで開催された世界選手権ではK-1 500mで銀メダルを獲得した。2005年にクロアチアのザグレブで開催された世界選手権ではK-1 200mで金メダルを獲得した。2006年にハンガリーのセゲドで開催された世界選手権ではK-1 200mで銀メダルを獲得した。2009年にカナダのダートマスで開催された世界選手権ではK-1 4×200mで金メダルを、クラビオットとともに出場したK-2 200mで銀メダルを獲得した。2010年にポーランドのポズナンで開催された世界選手権ではK-1 4×200mで金メダルを、クラビオットとともに出場したK-2 200mで銀メダルを獲得した。2011年にハンガリーのセゲドで開催された世界選手権ではK-1 4×200mで金メダルを獲得した。
カヌースプリント地中海競技大会では2個のメダルを獲得している。2005年にスペインのアルメリアで開催された地中海競技大会では、K-1 500mで銀メダルを獲得した。2013年にトルコのメルスィンで開催された地中海競技大会では、クラビオットとともに出場したK-2 200mで金メダルを獲得した。